# Thomas Robert Malthus

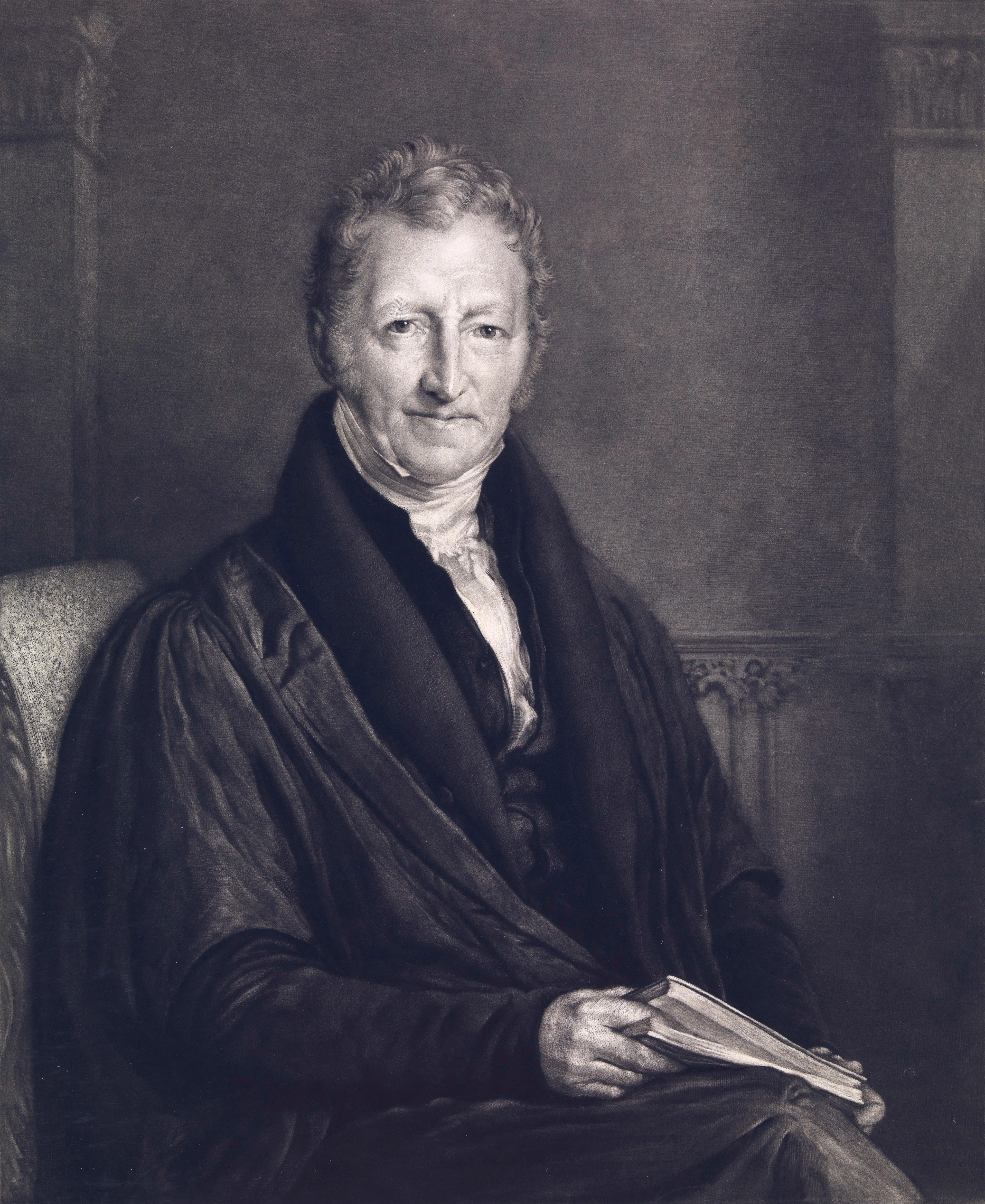
Thomas Robert Malthus, Reproduktion eines Gemäldes von John Linnell (1834)

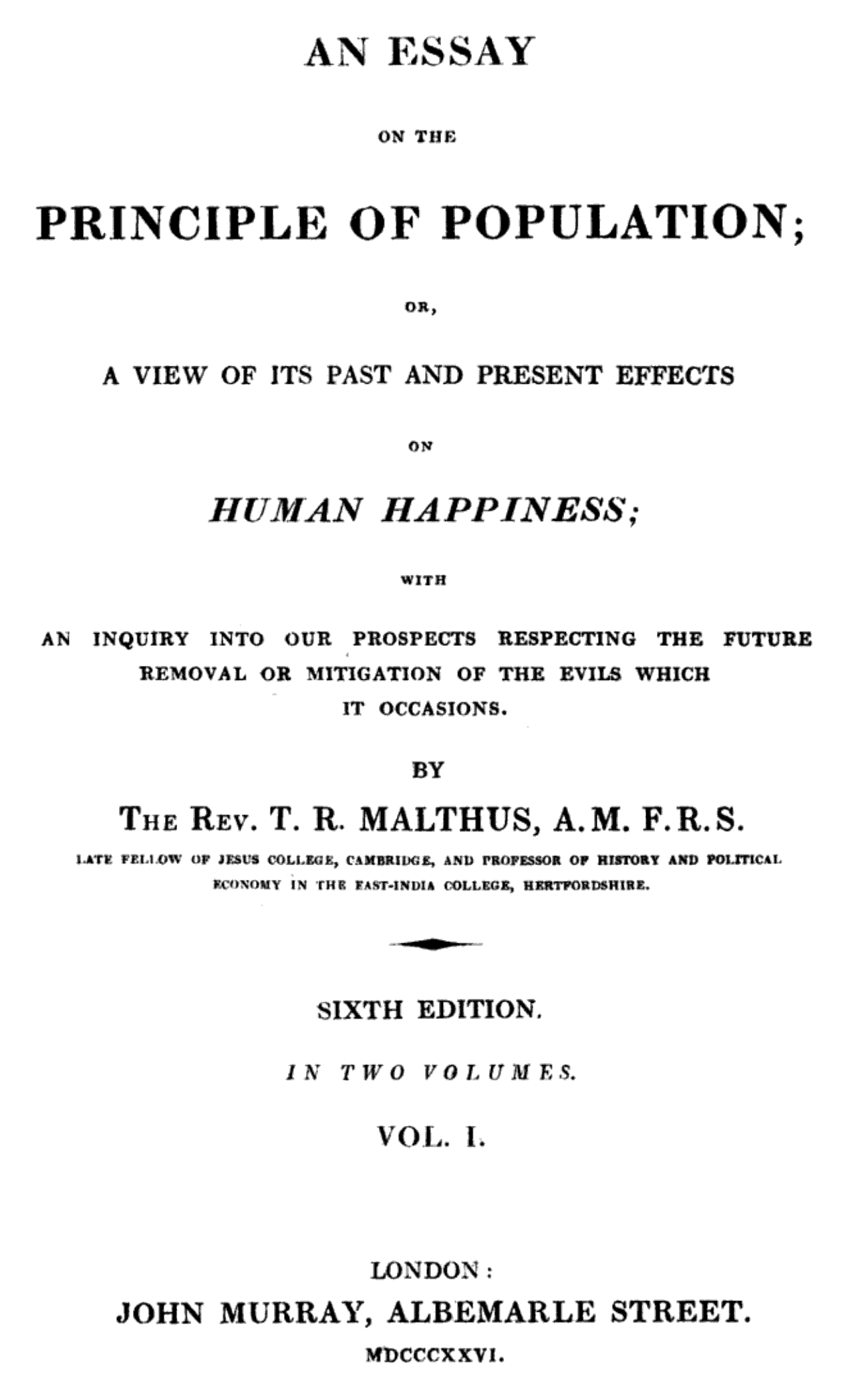
Titelseite des 1. Bandes von An essay on the principle of population, 6. Auflage, 1826

Thomas Robert Malthus (* 13. Februar, nach anderen Quellen am 14. oder 17. Februar, 1766 in Wotton bei Dorking, in der englischen Grafschaft Surrey; † 29. Dezember 1834 in Bath) war ein britischer Ökonom, der zu den Vertretern der klassischen Nationalökonomie gezählt wird.

## Leben und Wirken
Thomas Malthus, geboren in Surrey, einer Grafschaft südlich von London, britischer Nationalökonom und Sozialphilosoph, war ab 1797 anglikanischer Pfarrer und ab 1806 Professor für Geschichte und politische Ökonomie am Haileybury College. Malthus war der Inhaber des ersten Lehrstuhls für politische Ökonomie in England, der 1805 am College der East India Company im englischen Hertford eingerichtet worden war.
Malthus hatte eine Hasenscharte, die seine Kommunikationsfähigkeiten aber anscheinend wenig beeinträchtigte. Er gilt als Pessimist innerhalb der Klassischen Nationalökonomie.
Bekannt wurde Malthus vor allem durch seine Bevölkerungstheorie, die er in zwei Werken 1798 (An Essay on the Principle of Population) und 1820 (Principles of Economics) entwickelte. Es erfolgten jeweils fünf Auflagen dieser Werke. Jedoch unterscheiden sie sich ab der zweiten Auflage nur noch in Details.
Die im Essay enthaltenen Überlegungen zum malthusschen „Bevölkerungsgesetz“ regten sowohl Charles Darwin wie auch Alfred Russel Wallace zur Übertragung dieser Ideen auf das Zusammenleben der Spezies in der Natur und somit zur Entwicklung der Evolutionstheorie an.

## An Essay on the Principle of Population
In einer Kritik an der optimistischen Auffassung von William Godwin über die Vervollkommnungsfähigkeit der menschlichen Gesellschaft und deren prinzipielle Problemlösungskapazitäten hat Malthus in seinem Essay on the Principle of Population (1798, anonym) die Überbevölkerung als Problem einer sich entwickelnden Ökonomie und Gesellschaft herausgestellt. Malthus stellt es als augenscheinliche schicksalhafte Notwendigkeit dar, dass das menschliche Geschlecht blind dem Gesetz der unbegrenzten Vermehrung gehorche, während sich die Unterhaltsmittel, die es leben lassen, mit ihm nicht in denselben Proportionen vermehrten. Diese Tatsache erschien ihm als so erwiesen, dass er sich nicht scheute, sie als ein mathematisches Axiom zu formulieren. Er behauptete, dass die Menschen in geometrischer Progression und die Lebensmittel in arithmetischer Progression zunähmen. Im Zahlenbeispiel: Wenn ein Paar vier Kinder hat und diese wieder vier Kinder pro Paar, so wächst die Bevölkerung entsprechend; eine Steigerung der Lebensmittelproduktion folgt aber nicht in demselben Verhältnis. Durch verbesserte Bewässerung steigt die Produktivität etwa um 20 %. Dieser Zuwachs erzeugt dann aber keinen weiteren Zuwachs mehr. Es wird nach Malthus demnach ein Zeitpunkt eintreten, wo die Vorräte nicht mehr für die Erdbevölkerung ausreichen würden, wenn nicht jene Korrektive immer wieder dazwischen träten wie Krankheiten, Elend und Tod, um das Gleichgewicht wiederherzustellen. Malthus sprach damit sein wissenschaftliches wie moralisches Urteil über die Unglücklichen in einer Textpassage aus, die er in späteren Ausgaben zwar wieder getilgt hat, die aber als kennzeichnend gehalten wurde für den Geist seiner Lehre:

„Ein Mensch, sagte er, der in einer schon okkupierten Welt geboren wird, wenn seine Familie nicht die Mittel hat, ihn zu ernähren oder wenn die Gesellschaft seine Arbeit nicht nötig hat, dieser Mensch hat nicht das mindeste Recht, irgend einen Teil von Nahrung zu verlangen, und er ist wirklich zu viel auf der Erde. Bei dem großen Gastmahle der Natur ist durchaus kein Gedecke für ihn gelegt. Die Natur gebietet ihm abzutreten, und sie säumt nicht, selbst diesen Befehl zur Ausführung zu bringen.“

Proudhon hat dieses Bild vom Tisch, der nicht für alle gedeckt ist, stets beschäftigt, da er es als eine inhumane Herausforderung für jede Hoffnung auf die Schaffung sozialer Gleichheit ansehen musste; dem französischen Demografen Yves Charbit folgend sei ihm keine stringente Widerlegung gelungen.
Godwin hat auf diese Lehre 1820 mit der Schrift Of Population: An Enquiry Concerning the Power of Increase in the Numbers of Mankind geantwortet. Darin hat er wie auch andere Kritiker nach ihm darauf verwiesen, dass die Produktivität sich durch technischen Fortschritt ständig verbessere und die Hypothesen von Malthus bestenfalls empirisch in gewissen Einzelfällen illustrierbar, aber mitnichten systematisch bewiesen seien.
Friedrich Engels trug als Haupteinwand vor, dass „Überbevölkerung“ grundsätzlich kein technisches, sondern ein sozio-ökonomisches Problem darstelle, das sich vorrangig durch das Verhältnis zur effektiven Nachfrage und zum produktiv eingesetzten Kapital ergebe. Denn die Subsistenzmittel werden im Kapitalismus nur im Verhältnis zur zahlungsfähigen Marktnachfrage hergestellt und verteilt, und wenn die Bevölkerung überzählig sei, dann werde dies ausschließlich gemessen im Verhältnis zur durch den Arbeitsmarkt vermittelten Beschäftigung. Diese Argumentation wurde von Karl Marx später zu seiner Theorie der „Reservearmee“ ausgebaut. Karl Marx bezeichnete das Buch von Malthus als „sensationelles Pamphlet“. Der Schriftsteller Charles Dickens sah Malthus’ Ansatz aus ethischer Sicht kritisch und benutzte Malthus und dessen Ansichten über Arme und Überbevölkerung als Teilvorbild für die Figur des hartherzigen Ebenezer Scrooge in A Christmas Carol.
Malthus’ Problemstellung war als solche bahnbrechend. Dennoch ist seine Erkenntnisleistung hier fragwürdig geblieben, vor allem weil er den eigenen theoretischen Bezugsrahmen völlig unzulänglich geklärt hatte. Er kam zu kaum nachvollziehbaren Argumentationen, weil er axiomatische mit empirischen Behauptungen sowie mit Werturteilen vermengte. Im theoretischen Bezugsrahmen zur Erklärung des Bevölkerungswachstums unterscheidet Malthus zwischen dem Antrieb zur Bevölkerungsvermehrung, den er recht unspezifisch im biologisch vorgegebenen Sexualtrieb des Menschen sieht; die dem Bevölkerungswachstum entgegenwirkenden Hindernisse werden in präventive und in positive unterteilt, die beide die Fertilität beeinflussen. Zugleich wird aber diese zweifache Unterteilung durch eine dreifache Klassifikation konterkariert, die er „moral restraint“, „vice“ und „misery“ nennt. Der einzige ersichtliche Grund für diese neuerliche, mit der alten inkonsistenten Klassifikation ist offenbar, dass Malthus zugleich auf eine moralische Argumentation aus ist.
Dennoch kommt die wissenschaftliche Diskussion auf seinen Entwurf einer Bevölkerungstheorie immer wieder zurück, da diese zum ersten Mal – nach der Veröffentlichung von Johann Peter Süßmilch Die göttliche Ordnung in den Veränderungen des menschlichen Geschlechts aus der Geburt, dem Tode und der Fortpflanzung desselben aus dem Jahre 1741 – die grundlegenden, bis heute ungelösten Fragen im Kontext der globalen Grenzen des Wachstums (siehe Wirtschaftswachstum und Club of Rome), des anhaltenden Bevölkerungswachstums und der begrenzten Tragfähigkeit der Erde thematisiert hatte.
Dass nicht das wissenschaftlich haltbarere Buch von Süßmilch, sondern das von Malthus so viel Einfluss hatte, wird darauf zurückgeführt, dass Malthus eingängiger argumentierte und die Vorurteile der (englischen) Oberschicht gegenüber der Unterschicht bediente.

## Principles of Political Economy
In seinem zweiten Hauptwerk Principles of Political Economy („Grundsätze der politischen Ökonomie“, 1820) untersucht Malthus Wert, Grundrente, Arbeit und Arbeitslohn, um die Faktoren herauszufinden, die auf den Wohlstand eines Volkes einwirken. Vor Malthus ging man generell davon aus, dass mit wachsender Bevölkerung eine größere wirtschaftliche Leistungsfähigkeit eines Landes erreicht wird. Aus der malthusianischen Bevölkerungstheorie ergibt sich allerdings, dass das Bevölkerungswachstum stärker als das wirtschaftliche Wachstum ist und es somit zu Verarmung und Verelendung des Landes kommt. Malthus steht hier im Widerspruch zu den Ausführungen seines Freundes und wissenschaftlichen Rivalen David Ricardo und schreibt im Sinne der wirtschaftlichen Analysen von Adam Smith. Diese wirtschaftswissenschaftliche Betrachtung der Bevölkerungstheorie durch Malthus wird auch als Bevölkerungsfalle interpretiert. Der Biologe Charles Darwin wurde sehr stark von Malthus beeinflusst. Er übernahm viele Aspekte seiner Theorie für die Entwicklung seiner Evolutionstheorie. Berühmt wurde auch sein Briefwechsel mit Jean-Baptiste Say.
Ausgehend von der auch heute gültigen Annahme, dass die Hebung des allgemeinen Bildungsniveaus zu einem Geburtenrückgang führen werde, empfahl Malthus eine Bildungsoffensive für die unteren Schichten. Malthus argumentierte in seinem „Essay“, dass durch Luxus entstehende Arbeit keinen Nutzen für die Armen habe, wenn sie damit keine Macht und Unabhängigkeit gewinnen könnten.
Maßnahmen der „Royal Commission“ werden oft einem Einfluss Malthus’ zugeschrieben. So erfolgte die Verschärfung des workhouse test, einer Prüfung, die Bestandteil eines neuen Armengesetzes von 1834 wurde: Jeder, der öffentliche Unterstützung in Anspruch nehmen musste, hatte ins workhouse zu gehen und dort hart zu arbeiten. Unterstützung fand nur, wer sich als arbeitsunfähig erwies. Es wurde auch festgelegt, dass der niedrigste Lohn für freie Arbeit (als independent labour bezeichnet) die Obergrenze für die Unterstützung sein sollte. Dieses Prinzip wurde als less-eligible-Prinzip bezeichnet.
Die Bestimmungen und der von den workhouses ausgehende Abschreckungseffekt diente jedoch nicht der von Malthus geforderten Stärkung der Armen durch Besitz und Unabhängigkeit, sondern der Durchsetzung der Lohnarbeit und dem Dumping der Löhne.

## Rezeption
Malthus’ Werke sind im Kontext des Enclosure Movements, der folgenden Verarmung der Bauern und in einer Relativierung der Armengesetzgebung („poor laws“) zu verstehen. Seine Kritik richtete sich insbesondere gegen die Speenhamland-Gesetzgebung; diese hätte den damals zunehmenden Pauperismus bedingt. 
Malthus sprach sich dringend für eine Abschaffung der Armengesetzgebung aus, und seine Postulate führten (über Francis Place) letztlich zur „neuen“ Armengesetzgebung 1834, worin die (elisabethianische) Armenunterstützung massive Kürzung erfuhr.
Malthus’ Werke stehen in der Tradition von Joseph Townsend (1786: A Dissertation on the Poor Laws by a Well-Wisher to Mankind).

## Schriften (Auswahl)
- An Essay on the Principle of Population.
  - 1. Auflage. 1798 (PDF) – anonym veröffentlicht.
  - 2. stark überarbeitete Auflage. 1803.
  - 3. Auflage. 1806.
  - 4. Auflage. 1807.
  - 5. Auflage. 1816.
  - 6. Auflage. 1826 (Band 1, Band 2).
  - Versuch über die Bedingung und die Folgen der Volksvermehrung. 2 Bände, J. F. Hammerich, Altona 1807 (Band 1, Band 2) – übersetzt von Franz Hermann Hegewisch.

- The present high price of provisions. 1800.
- Observations on the effects of the Corn Laws. 1814.
- Principles of political economy. 1820
- A Summary View on the Principle of Population. 1830.

## Werke in deutscher Übersetzung
- Das Bevölkerungsgesetz. dtv-bibliothek 6021. dtv-Taschenbuch, München 1977, ISBN 3-423-06021-2 (Digitalisat der Ausgabe von 1924/25 – Originaltitel: An essay on the principle of population, as it affects the future improvement of society, with remarks on the speculations of Mr. Godwin, M. Condorcet, and other writers. Übersetzt von Christian M. Barth).
- Carl Brinkmann (Hrsg.): William Godwin und Robert Malthus: Wirtschaftsfreiheit und Wirtschaftsgesetz in der englischen ökonomischen Klassik, Verlag Ernst Klett, Stuttgart 1949